# Ladislav Šimůnek
Ladislav Šimůnek (ur. 4 października 1916, zm. 7 grudnia 1969) – czeski piłkarz występujący na pozycji napastnika.

## Kariera klubowa
W trakcie kariery Šimůnek reprezentował barwy zespołów Meteor Žižkov, AFK Union Žižkov, Slavia Praga, ponownie AFK Union Žižkov oraz SK Pardubice.

## Kariera reprezentacyjna
W reprezentacji Czechosłowacji Šimůnek zadebiutował 24 kwietnia 1938 roku w wygranym 6:0 meczu eliminacji mistrzostw świata 1938 z Bułgarią, w którym strzelił trzy gole. W tym samym roku znalazł się kadrze na mistrzostwa świata. Wystąpił na nich w obu meczach swojej reprezentacji, z Holandią (3:0) i Brazylią (1:1), a Czechosłowacja odpadła z turnieju w ćwierćfinale. W drużynie narodowej rozegrał łącznie cztery spotkania i zdobył trzy bramki.